# Terrorist
Série
Terrorist 2
(1997)
Pour plus de détails, voir Fiche technique et Distribution.
Terrorist (테러리스트) est un film sud-coréen réalisé par Kim Yeong-bin, sorti le 13 mai 1995.

## Synopsis
Deux frères, Sa-hyeon et Su-hyeon deviennent tous les deux officiers de police à Séoul. Mais le plus jeune des deux, Su, est condamné pénalement pour s'être défendu trop violemment lors de son premier cas. Après ses trois années en prison, il est prêt à commencer une nouvelle vie mais sa résolution est ébranlée lorsque son ami Sang-cheol est tué par une organisation criminelle. Su fait alors tout pour éliminer le responsable de cette mort, Lim Tae-ho. Il se retrouve obligé d'être aux prises avec son frère aîné Sa...

## Fiche technique
- Titre : Terrorist
- Titre original : 테러리스트
- Réalisation : Kim Yeong-bin
- Scénario : Lee Hyeon-se
- Production : Lim Chung-yeol
- Musique : Choi Kyung-shik
- Photographie : Shin Ok-hyun
- Montage : Park Sun-duk
- Pays d'origine : Corée du Sud
- Format : Couleurs - 1,85:1 - Dolby Digital - 35 mm
- Genre : Action, drame
- Durée : 108 minutes
- Date de sortie : 13 mai 1995 (Corée du Sud)

## Distribution
- Choi Min-su
- Lee Kyeong-yeong
- Yeom Jeong-a
- Heo Jun-ho
- Jeong Jin-yeong
- Yu Oh-seong